# Chalmazel
Chalmazel är en kommun i departementet Loire i regionen Auvergne-Rhône-Alpes i centrala Frankrike. Kommunen ligger i kantonen Saint-Georges-en-Couzan som tillhör arrondissementet Montbrison. År 2018 hade Chalmazel 357 invånare.

## Befolkningsutveckling
Antalet invånare i kommunen Chalmazel
| Referens: INSEE |